# استپ آلپی
استپ آلپی (به انگلیسی: Alpine steppe) یک مرتع طبیعی کوهستانی با ارتفاع زیاد است که بخشی از بیوم چمنزارها و درختچه‌زارهای کوهستانی است.
استپ‌های آلپی اکوسیستم‌های منحصربه‌فردی هستند که در سراسر جهان، به‌ویژه در آسیا یافت می‌شوند، جایی که ۳۸٫۹ درصد از کل مساحت علفزرهای فلات تبت را تشکیل می‌دهند.

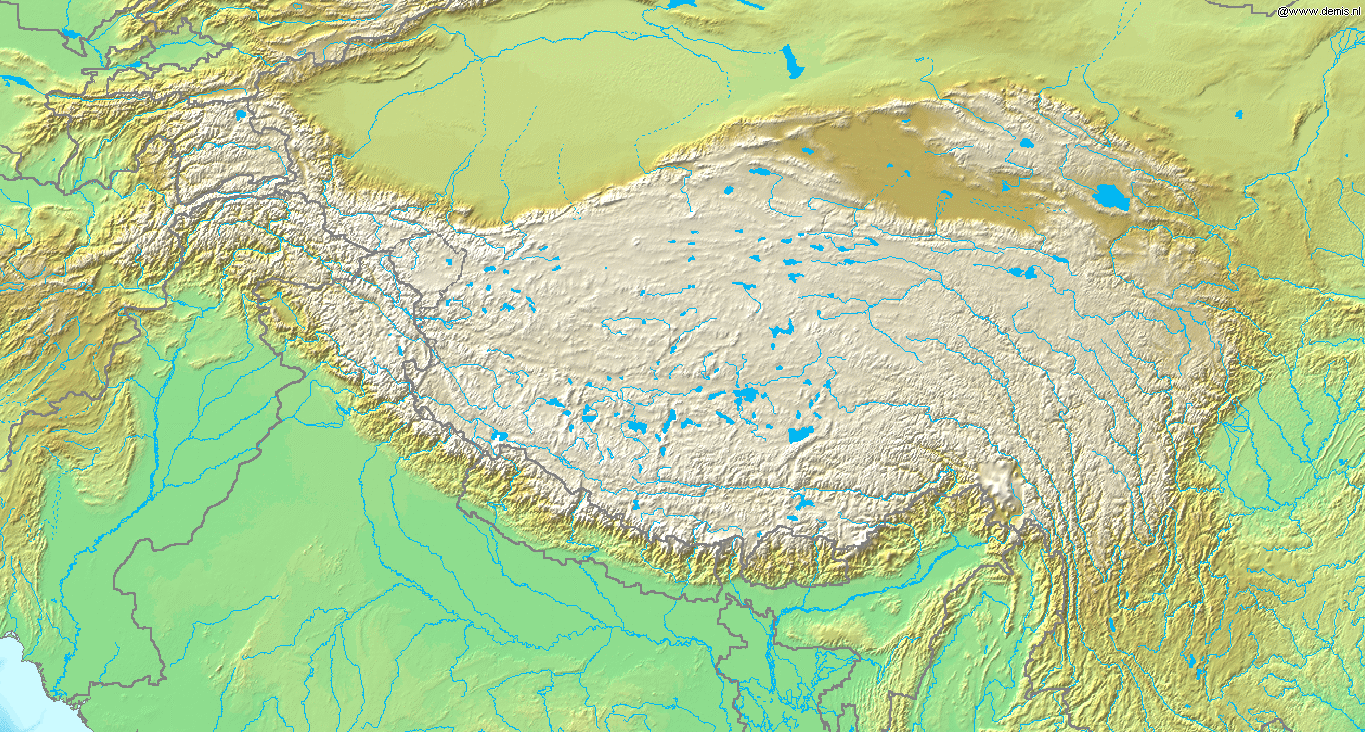
نقشه توپوگرافی فلات تبت

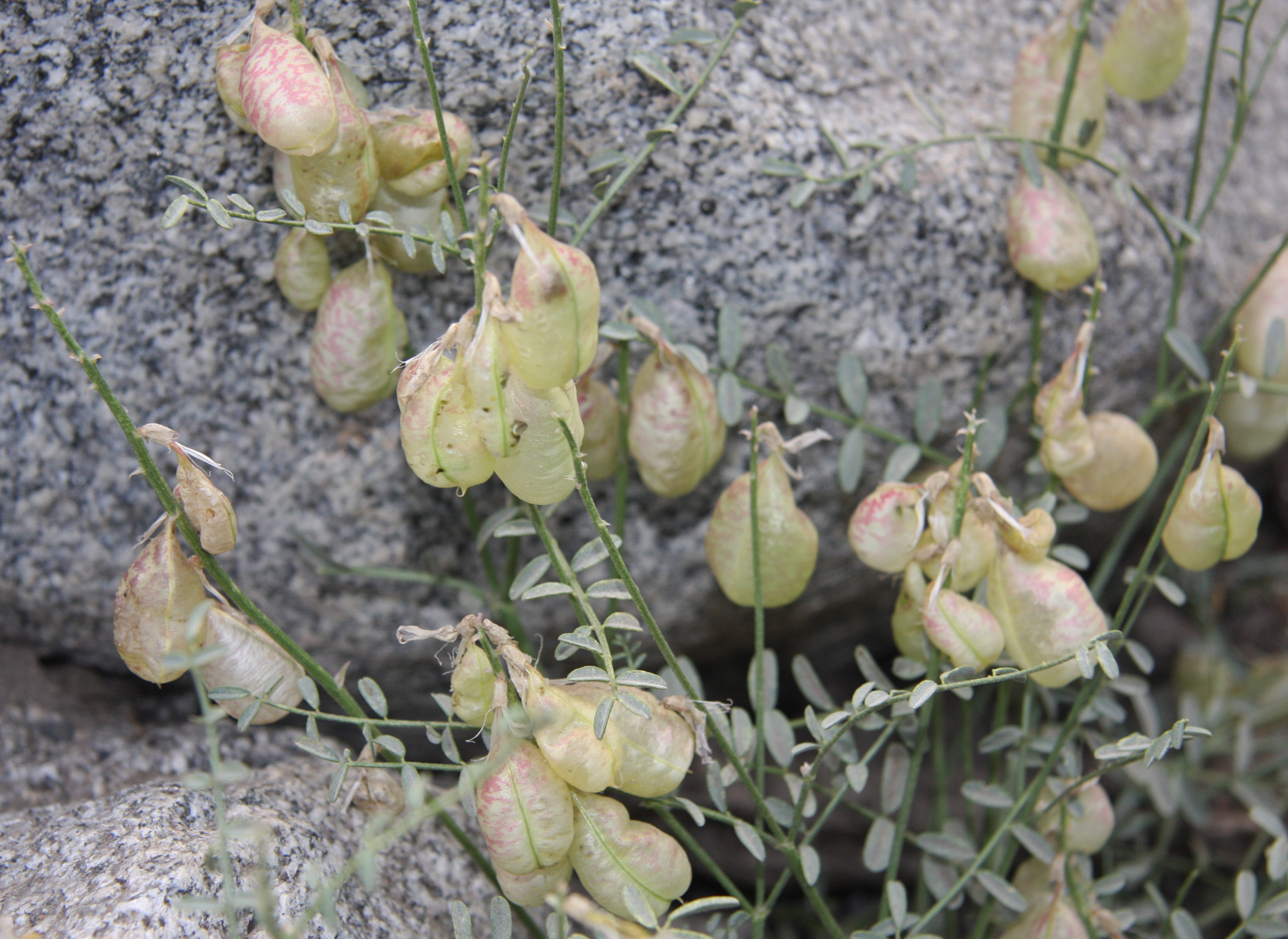
Locoweed در تبت